# Marion Walsmann
Marion Walsmann (ur. 17 marca 1963 w Erfurcie) – niemiecka polityk, prawniczka i samorządowiec, działaczka Unii Chrześcijańsko-Demokratycznej (CDU), w latach 2008–2013 minister w rządzie Turyngii, posłanka do Parlamentu Europejskiego IX i X kadencji.

## Życiorys
Maturę uzyskała w Heinrich-Mann-Gymnasium Erfurt, w 1985 ukończyła studia prawnicze na Uniwersytecie w Lipsku. Pracowała jako prawniczka, w tym w latach 1986–1990 w biurze do spraw budownictwa miejskiego. W 1990 kierowała miejskim biurem prawnym w Erfurcie. Później do 2004 zatrudniona w ministerstwie sprawiedliwości Turyngii.
Należała do Unii Chrześcijańsko-Demokratycznej w NRD. W latach 1986–1990 była posłanką do Izby Ludowej. Po zjednoczeniu Niemiec dołączyła do CDU. W 2004 uzyskała po raz pierwszy mandat posłanki do landtagu Turyngii, utrzymywała go w 2009 i 2014.
W rządzie krajowym Turyngii sprawowała urzędy ministra sprawiedliwości (2008–2009) oraz ministra finansów (2009–2010). Następnie do 2013 była ministrem do spraw federalnych i europejskich, kierując jednocześnie kancelarią rządu tego landu. W 2014 zasiadła w radzie miejskiej Erfurtu. Pod koniec 2018 zrezygnowała z mandatu poselskiego, motywując to zamiarem skoncentrowania się na kampanii wyborczej do Europarlamentu. W wyniku wyborów w 2019 uzyskała mandat eurodeputowanej IX kadencji. Z powodzeniem ubiegała się o poselską reelekcję w 2024.